# Peleteria latifasciata
Peleteria latifasciata är en tvåvingeart som beskrevs av Blanchard 1943. Peleteria latifasciata ingår i släktet Peleteria och familjen parasitflugor. Inga underarter finns listade i Catalogue of Life.